# Apamea cuculliformis
Apamea cuculliformis — вид метеликів родини Совки (Noctuidae).

## Поширення
Вид поширений на заході Північної Америки у Каліфорнії, Вашингтоні та Британській Колумбії.

## Опис
Забарвлення крил — брудно-коричневе. Розмах крил метелика сягає 43 мм, тіло гусениці завдожки 19-22 мм.